# Патрушев, Сергей Владимирович
Сергей Владимирович Па́трушев (18 июня 1954, Москва, СССР — 25 марта 2012, Москва, Россия) — советский, русский поэт, автор песен для таких рок- и поп-исполнителей, как Алла Пугачёва, Андрей Мисин, Кристина Орбакайте, Лайма Вайкуле, Валерия, Наталья Ветлицкая, Александр Маршал, Татьяна Буланова, София Ротару, Валерий Сюткин, групп «Автограф», «Браво» и других.

## Биография
Сергей Патрушев родился в 1954 году в Москве. Службу в армии проходил на военном аэродроме техником-механиком. После окончания МАИ восемь лет работал инженером в НИИ машиноведения АН СССР.
В начале 1980-х годах играл в составе группы Сергея Минаева «Город». В перестроечные годы несколько лет играл на ударных в группе «Флаттер», выступал с сольными концертами. Было записано несколько магнитоальбомов на домашней студии Андрея Синяева. В те годы Сергей Патрушев совместно с Андреем Мисиным записали пробный магнитоальбом «Пятый угол» (1987). Впоследствии и Мисин, и Патрушев были категорически против распространения и перезаписи этого альбома, считая свою работу незрелой. Сотрудничество Патрушева и Мисина продолжалось вплоть до начала 2000-х годов.
Некоторое время жил под Краснодаром, где сам построил дом, но в 2008 году вернулся в Москву.
Будучи весьма известен в профессиональных кругах, Сергей вёл уединённый образ жизни, предпочитая принимать как друзей, так и заказчиков у себя дома или работать удалённо. Становясь неоднократным лауреатом различных музыкальных премий («Песня года» и др.), как правило, не являлся на их вручение и вообще не придавал им особого значения.
Патрушев несколько лет публиковал свои стихи на сайте Стихи.ру под псевдонимами Serp, Обыкновенный Серёжа, Деревенский Дурачок, Маленький Серёжа; со временем все эти страницы он удалил.
В 2002 году его стихотворение «Геометрия Баха» вошло в лонг-лист Международного литературного конкурса произведений о музыке «Бекар» и в итоге заняло 3-е место.
Попав в сложную жизненную ситуацию и не найдя выхода из неё, Сергей Патрушев ушёл из жизни 25 марта 2012 года. Урна с прахом захоронена в колумбарии на Востряковском кладбище.

### Сотрудничество с Андреем Мисиным
…поэт, с которым я очень любил работать, на какое-то время увлёкся восточными теориями, потом сельскохозяйственными увлечениями внутри страны. И вдруг он мне звонит (его зовут Сергей Патрушев, я с ним много в своё время написал музыки) и сообщает, что всё, он опять готов писать. А я без него как без рук. Это то же самое, что, привыкая к одной студии, очень трудно найти другую, в которой ты что-то можешь сделать. <…> он, наконец-то, вернулся. Он под Краснодаром построил дом. Я спросил: «Зачем тебе дом под Краснодаром?» — «Понимаешь, там тепло, там здорово! Там фрукты, овощи, там до моря недалеко и вообще там погода, климат, там тишина, там не Москва». Прошёл год. Звоню: «Ну как?» — «Всё. Продаю. Не могу. Тоска гремучая. Здесь слишком хорошо. Не могу без Москвы». — «Ну, давай, давай». — «Всё, готов опять писать, работать». Мы просто из другого поколения, из других слов.
— Андрей Мисин (2009)

### Сотрудничество с группой «Автограф»
Что особенно приятно — могучий отполированный AOR «Автографа» обрёл на «Каменном крае» достойное текстовое содержание. Сергей Патрушев лихо развернул группу от вынужденного социального пафоса ранних работ к самой натуральной мужественной романтике и отстранённому образу сопереживающего событиям героя-наблюдателя. Смелый шаг для эпохи, когда главным атрибутом рока считались песни о наличии бюрократов и отсутствии колбасы! Результат, мягко говоря, сразил публику наповал. Оказывается, эти мастера виртуозного музицирования способны писать настоящие рок-хиты, не худшие, нежели у столпов интеллектуального AOR’а Asia и Kansas! Неожиданно оперативно отреагировало радио — все восемь пьес и пара номеров с послеальбомной семидюймовки «Мир в себе» (годом позже ставшие бонусами CD-версии альбома) получили горячую, выражаясь терминами дня сегодняшнего, ротацию на Всесоюзном радио. Не осталось в стороне и телевидение — там замелькали низкобюджетные клипы к «Городу», «Я люблю», титульной пьесе и хиту всех времён и народов «О, мой мальчик». И лишь пресса хранила угрюмое молчание — ни одно издание, кроме тогдашней «Звуковой дорожки» «МК», не отреагировало на появление на рынке по-настоящему революционного и новаторского альбома. До того ли было газетчикам, увлечённым если не мнимым заокеанским успехом БГ, то местной истерией вокруг очередного «Ласкового мая»?
— Всеволод Баронин, «Каменный край 10 лет спустя» (1999)

### Сотрудничество с Татьяной Булановой
Около трёх лет назад по радио «Свобода» как гром среди ясного неба прошла часовая передача выдающегося русского писателя Георгия Владимова, посвящённая песням Тани Булановой. Георгий Николаевич скрупулёзно анализировал тексты песен «Карта» («Только нет на карте этой точного ответа, где теперь мой дом…»), «И никогда ты не поймёшь», «Спи, мой мальчик» — и приходил к выводу: в России появилась потрясающая молодая певица, равной которой не было со времен дебюта Аллы Пугачёвой. В руки писателя попала кассета, разлетевшаяся по стране гигантским тиражом как «магнитоальбом» — без малейшей тени телераскрутки. Естественно, на ней не был указан автор этих текстов — поэт Сергей Патрушев. Как известно, «сменившая имидж» Таня сейчас с ним не работает, и её нынешние песни вряд ли вызвали бы у Владимова такой культурный шок. Патрушев, бывший студент-авиатор, начинал как автор собственных «подпольных» магнитоальбомов, записанных в стиле, который можно определить как «электронный шансон». В отличие от блаженного частушечника Дружкова он пишет более экзистенциальные тексты, иногда — с налётом символизма и декаданса. Помимо Булановой, он писал для Вайкуле, группы «Автограф», Валерия Сюткина («7000 над землей»). Последняя его работа — проект «Скит», продюсер которого Андрей Вирбилов вознамерился создать на российской почве местный аналог эстетики Cocteau Twins и Dead Can Dance. Патрушев, наверное, единственный интеллигент, работающий в российской поп-поэзии без катастрофической деформации своего творческого мироощущения.
— Сергей Гурьев, «Не стреляйте в вечную весну!» (1997)

## Песни, написанные Сергеем Патрушевым
Многие песни с текстами Патрушева стали настоящими хитами. Наиболее известные из них — в исполнении Андрея Мисина («Свеча и меч», «Ангел сна», «Спи, мой ангел поднебесный», «Свобода», «Голос», «Я люблю человека, которого нет», «Облака», «Русская лирическая»), Татьяны Булановой («Колыбельная», «Скажи мне правду, атаман!», «Карта»), Валерия Сюткина («7000 над землёй», «42 минуты», «Джаз ночных авто», «Вверх и вниз», «Ночной связной» и др.), группы «Браво» («Однажды» и др.), группы «Автограф» (восемь песен с альбома «Каменный край»), Александра Маршала («Ливень»), Кристины Орбакайте («Помни, не забывай»), Натальи Ветлицкой («Лунный кот» и др.) и т. д.
| Название                                                                    | Исполнитель                                                                                          | Опубликована                                                                                          |
| --------------------------------------------------------------------------- | --- | --- |
| 001 / Ноль-ноль-один / Ноль ноль первый                                     | Валерий Сюткин                                                                                       | Валерий Сюткин «004» (2000)                                                                           |
| 21 век / Двадцать первый век                                                | Валерий Сюткин                                                                                       | Валерий Сюткин «004» (2000)                                                                           |
| 30 градусов в тени                                                          | Валерий Сюткин                                                                                       | Сюткин и Ко «Радио ночных дорог» (1996)                                                               |
| 42 минуты / Сорок две минуты под землёй                                     | Валерий Сюткин                                                                                       | Сюткин и Ко «Радио ночных дорог» (1996)                                                               |
| 7000 над землёй                                                             | Валерий Сюткин                                                                                       | Валерий Сюткин «То, что надо» (1995)                                                                  |
| Адам / Мой последний Адам / Последний Адам                                  | Лайма Вайкуле                                                                                        | не издана                                                                                             |
| Амур                                                                        | Артур «Беркут» Михеев и группа «Автограф», Наталья Ветлицкая                                         | Автограф «Мир в себе» (1989), Наталья Ветлицкая «Просто так» (1999)                                   |
| Ангел-лётчик                                                                | Лайма Вайкуле                                                                                        | Лайма Вайкуле «Милый, прощай» (1994)                                                                  |
| Ангел сна                                                                   | Андрей Мисин                                                                                         | Андрей Мисин «Чужой» (1989), Андрей Мисин «Аз есмь» (1991), Андрей Мисин «Избранное 1989—1995» (2004) |
| Ах, давно ль я верила (Что ты сказал, мой любимый муж…)                     | Джемма Халид                                                                                         | Джемма Халид «Ах, эта девочка» (1998)                                                                 |
| Бегу по льду / Бегущий по льду                                              | | |
| Без тебя                                                                    | | |
| Безумный день                                                               | | |
| Белые брюки                                                                 | Илья Духовный                                                                                        | Илья Духовный «Грустная история» (1998)                                                               |
| Белый город                                                                 | группа «Автограф» (1983), группа «НРГ» (1989)                                                        | |
| Блюз голубой луны (Темнее света, но светлее тьмы…)                          | группа «Браво»                                                                                       | «БРАВО» «Дорога в облака» (1994)                                                                      |
| Быстрее звука                                                               | Валерий Сюткин                                                                                       | Валерий Сюткин «Далеко не всё» (1998)                                                                 |
| В пятницу вечером                                                           | группа «Браво»                                                                                       | «БРАВО» «Дорога в облака» (1994)                                                                      |
| В центре вселенной                                                          | Андрей Мисин                                                                                         | Андрей Мисин «Свобода» (1994)                                                                         |
| Вася. В пятницу вечером                                                     | группа «5’NIZZA»                                                                                     | «БРАВО» «Звёздный каталог» (2004)                                                                     |
| Вверх и вниз                                                                | Валерий Сюткин                                                                                       | Валерий Сюткин «То, что надо» (1995)                                                                  |
| Вдоль реки                                                                  | группа «Чё те надо?» (экс-«Балаган Лимитед»)                                                         | «ЧЁ ТЕ НАДО?» — «Приходи на чай, выпьем водочки!» (2001)                                              |
| Вера                                                                        | Андрей Мисин                                                                                         | Андрей Мисин «Свобода» (1994), Андрей Мисин «Избранное 1989—1995» (2004)                              |
| Вереск                                                                      | Элла Кудякова                                                                                        | СКИТ «Скит» (1997)                                                                                    |
| Вершина                                                                     | Андрей Мисин                                                                                         | Андрей Мисин «Свобода» (1994)                                                                         |
| Ветер до утра                                                               | Лайма Вайкуле                                                                                        | |
| Вишня                                                                       | | |
| Военная колыбельная                                                         | Злата Дардзанова                                                                                     | |
| Воздушный шарик                                                             | | |
| Волга                                                                       | Андрей Мисин                                                                                         | не издана                                                                                             |
| Волшебница                                                                  | Андрей Мисин                                                                                         | не издана с 1987                                                                                      |
| Вот и всё                                                                   | | |
| Всё не так                                                                  | Вячеслав Ольховский                                                                                  | |
| Всё, что было                                                               | | |
| Вспомни меня                                                                | Татьяна Буланова                                                                                     | Татьяна Буланова «25 гвоздик» (1990)                                                                  |
| Гангстер                                                                    | Валерий Сюткин                                                                                       | Валерий Сюткин «То, что надо» (1995)                                                                  |
| Где мой дом                                                                 | Андрей Мисин                                                                                         | не издана                                                                                             |
| Где ты                                                                      | | |
| Гитара, ты и рок-н-ролл                                                     | Валерий Сюткин                                                                                       | Валерий Сюткин «Целуйтесь медленно» (2012)                                                            |
| Глупые мечты                                                                | | |
| Говорила мама мне                                                           | | |
| Голос                                                                       | Андрей Мисин                                                                                         | Андрей Мисин «Аз есмь» (1991), Андрей Мисин. Избранное 1989—1995                                      |
| Голубой кот                                                                 | | |
| Город                                                                       | | |
| Горсть пепла                                                                | Андрей Мисин                                                                                         | Андрей Мисин «Свобода» (1994)                                                                         |
| Горюшко                                                                     | Николай Погодаев, Элла Кудякова                                                                      | «ЗАПЛАТКИ» — «Часть вторая: Завтра на работу!» (2001)                                                 |
| Горячий джайв                                                               | Валерий Сюткин                                                                                       | Валерий Сюткин «То, что надо» (1995)                                                                  |
| Грех                                                                        | Элла Кудякова                                                                                        | СКИТ «Скит» (1997)                                                                                    |
| Грешница                                                                    | Сергей Любавин                                                                                       | Сергей Любавин «Лучшие песни» (2004)                                                                  |
| Грустная история / Грустная песенка                                         | Илья Духовный                                                                                        | Илья Духовный «Грустная история» (1998)                                                               |
| Гуру / В темпе вальса                                                       | Валерий Сюткин                                                                                       | Валерий Сюткин «То, что надо» (1995)                                                                  |
| Две минуты                                                                  | Вадим Казаченко                                                                                      | Вадим Казаченко «Благослови» (1995)                                                                   |
| Двойник / Двойник мой                                                       | группа «НРГ»                                                                                         | «НРГ» «Проснись» (1989)                                                                               |
| Девушка с веслом                                                            | Валерий Сюткин                                                                                       | Валерий Сюткин «То, что надо» (1995)                                                                  |
| День дождя                                                                  | Данко                                                                                                | Данко «Дон Жуан DeLuxe» (2001)                                                                        |
| Деревенский рок-н-ролл                                                      | Илья Духовный & «Страна чудес»                                                                       | не издана                                                                                             |
| Дети стекла                                                                 | Андрей Мисин                                                                                         | Андрей Мисин «Медленные сказки» (1996)                                                                |
| Джаз ночных дорог (Джаз мощных авто / Джаз ночных авто)                     | Валерий Сюткин                                                                                       | Сюткин и Ко «Радио ночных дорог» (1996)                                                               |
| Джек-пот                                                                    | | |
| Для тебя                                                                    | | |
| Дождь (Дождь, грифелем штрихи…)                                             | Валерий Сюткин                                                                                       | Валерий Сюткин «004» (2000)                                                                           |
| Дождь пройдёт (Как на плёнке старой, чертит дождь окно…)                    | Валерий Сюткин                                                                                       | Сюткин и Ко «Радио ночных дорог» (1996)                                                               |
| Доктор Ночь                                                                 | | |
| Долгая ночь темна                                                           | | |
| Дом из чистого света                                                        | Лайма Вайкуле                                                                                        | |
| Дорога в облака / Дорога в рай                                              | «Браво»                                                                                              | БРАВО «Дорога в облака» (1994)                                                                        |
| Дым на ветру                                                                | Элла Кудякова                                                                                        | СКИТ «Скит» (1997)                                                                                    |
| Её здесь нет                                                                | Валерий Сюткин                                                                                       | Сюткин и Ко «Радио ночных дорог» (1996)                                                               |
| Если у тебя устают глаза                                                    | | |
| Жёлтый дом                                                                  | | |
| Жизнь моя — игра                                                            | | |
| Жизнь моя, моя любовь                                                       | София Ротару                                                                                         | |
| За пять минут до встреч                                                     | | |
| За рекой                                                                    | | |
| Заграница                                                                   | | |
| Зачем я здесь                                                               | | |
| Звёздочка                                                                   | Илья Духовный, Евгений Куневич                                                                       | Илья Духовный «Грустная история» (1998)                                                               |
| Зелёный смокинг                                                             | Валерий Сюткин                                                                                       | Сюткин и Ко «Радио ночных дорог» (1996)                                                               |
| Зимняя ночь в Москве                                                        | | |
| Зимняя сказка                                                               | Лайма Вайкуле                                                                                        | |
| Золотое время                                                               | Александр Маршал                                                                                     | Александр Маршал «Там, где я не был» (2000)                                                           |
| Золотой закат                                                               | | |
| И никогда ты не поймёшь / А я в любовь всё превращаю (В губы меня целуешь…) | Татьяна Буланова                                                                                     | |
| И о тебе                                                                    | | |
| Играй, гитара, играй                                                        | Владимир Ольховский                                                                                  | |
| Иду на грозу                                                                | Валерий Сюткин                                                                                       | Валерий Сюткин «Новое и лучшее», 2010                                                                 |
| Измена                                                                      | | |
| К другу                                                                     | Илья Духовный                                                                                        | Илья Духовный «Грустная история» (1998)                                                               |
| Каждая секунда                                                              | Валерий Сюткин                                                                                       | Валерий Сюткин «004» (2000)                                                                           |
| Казанова                                                                    | | |
| Казённый демон                                                              | Артур «Беркут» Михеев & «Автограф»                                                                   | |
| Как жаль                                                                    | Татьяна Буланова                                                                                     | |
| Как звать тебя                                                              | Лайма Вайкуле                                                                                        | |
| Каменный край                                                               | Артур «Беркут» Михеев & «Автограф»                                                                   | |
| Карта (Вот моя жизнь — цветная карта мира…)                                 | Татьяна Буланова «Странная встреча» (1993), Татьяна Буланова и группа «Летний сад» — «Измена» (1994) | |
| Картина                                                                     | Элла Кудякова                                                                                        | СКИТ «Скит» (1997)                                                                                    |
| Кино                                                                        | Илья Духовный                                                                                        | Илья Духовный «Грустная история» (1998)                                                               |
| Китай                                                                       | Элла Кудякова                                                                                        | СКИТ «Скит» (1997)                                                                                    |
| Книга без тебя                                                              | | |
| Колокол                                                                     | Артур «Беркут» Михеев и группа «Автограф»                                                            | |
| Колыбельная (Спи, — ночь сказала вечеру…)                                   | Андрей Мисин                                                                                         | Андрей Мисин «Свобода» (1994)                                                                         |
| Колыбельная (Спи, мой мальчик маленький…)                                   | Татьяна Буланова                                                                                     | Татьяна Буланова «Странная встреча» (1994, CD), Татьяна Буланова & «Летний сад» — «Измена» (1994)     |
| Кофе перед сном                                                             | Валерий Сюткин                                                                                       | Валерий Сюткин «004» (2000)                                                                           |
| Край белого неба                                                            | группа «НРГ»                                                                                         | «НРГ» «Проснись» (1989)                                                                               |
| Красивые слова                                                              | Татьяна Буланова                                                                                     | Татьяна Буланова «Странная встреча» (1994, CD)                                                        |
| Красная стрела                                                              | Илья Духовный                                                                                        | Илья Духовный «Грустная история» (1998)                                                               |
| Куда уходят поезда                                                          | | |
| Курортная любовь                                                            | Илья Духовный                                                                                        | Илья Духовный «Грустная история» (1998)                                                               |
| Лей, вода                                                                   | Андрей Мисин                                                                                         | Андрей Мисин «Свобода» (1994)                                                                         |
| Летний день                                                                 | | |
| Ливень (Лей, ливень, не жалей / Всё не так уж плохо)                        | Александр Маршал                                                                                     | Александр Маршал «Может быть…» (1998)                                                                 |
| Линии руки                                                                  | Валерия                                                                                              | Валерия «Во мне моя любовь»                                                                           |
| Лотто миллион                                                               | | |
| Луна                                                                        | Андрей Мисин                                                                                         | не издана                                                                                             |
| Лунный блюз                                                                 | Лайма Вайкуле                                                                                        | |
| Лунный кот                                                                  | Наталья Ветлицкая                                                                                    | Наталья Ветлицкая «Плейбой» (1994), Наталья Ветлицкая «Раба любви» (1996)                             |
| Любовь — немое кино                                                         | | |
| Мамбо                                                                       | Лайма Вайкуле                                                                                        | |
| Мастер                                                                      | Артур «Беркут» Михеев & «Автограф»                                                                   | |
| Медленные сказки                                                            | Андрей Мисин                                                                                         | Андрей Мисин «Медленные сказки» (1996)                                                                |
| Мерси                                                                       | | |
| Мечта                                                                       | Андрей Мисин                                                                                         | не издана                                                                                             |
| Мистер Лунный Свет                                                          | | |
| Может быть                                                                  | | |
| Мой мальчик                                                                 | | |
| Молитва / Молитва атеиста                                                   | Андрей Мисин                                                                                         | Андрей Мисин «Чужой» (1989), Андрей Мисин «Аз есмь» (1991)                                            |
| Море и звёзды                                                               | | |
| Мотыльки                                                                    | Андрей Мисин                                                                                         | Андрей Мисин «Аз есмь» (1991)                                                                         |
| На берегу нашей первой любви                                                | София Ротару                                                                                         | София Ротару «Я тебя по-прежнему люблю» (2002)                                                        |
| На краю заката                                                              | Валерий Сюткин                                                                                       | Сюткин и Ко «Радио ночных дорог» (1996)                                                               |
| На краю земли                                                               | Валерий Сюткин                                                                                       | Валерий Сюткин «Далеко не всё» (1998)                                                                 |
| На летящем коне                                                             | Вадим Казаченко                                                                                      | Вадим Казаченко «Благослови» (1995)                                                                   |
| Наощупь                                                                     | Элла Кудякова                                                                                        | СКИТ «Скит» (1997)                                                                                    |
| Наше рандеву                                                                | Данко                                                                                                | Данко «Дон Жуан DeLuxe» (2001)                                                                        |
| Нарисованный песок / Песок                                                  | Валерий Сюткин                                                                                       | Валерий Сюткин «Далеко не всё» (1998)                                                                 |
| Не забывай                                                                  | | |
| Не плачь                                                                    | | |
| Недотрога                                                                   | | |
| Ненужная песенка                                                            | Илья Духовный                                                                                        | Илья Духовный «Грустная история» (1998)                                                               |
| Никогда                                                                     | Данко                                                                                                | Данко «Дон Жуан DeLuxe» (2001)                                                                        |
| Ниточка любви                                                               | | |
| Новый Фауст                                                                 | Андрей Мисин                                                                                         | Андрей Мисин «Чужой» (1989), Андрей Мисин «Свобода» (1994)                                            |
| Ночной связной                                                              | Валерий Сюткин                                                                                       | Валерий Сюткин «То, что надо» (1995)                                                                  |
| Ночной фокстрот                                                             | | |
| Ночной экспресс                                                             | | |
| Ночь                                                                        | | |
| О, мой мальчик                                                              | Артур «Беркут» Михеев & «Автограф»                                                                   | |
| Обещание                                                                    | Кристина Орбакайте                                                                                   | Кристина Орбакайте «Май» (2000)                                                                       |
| Облака                                                                      | Андрей Мисин, Злата Дзардзанова                                                                      | Андрей Мисин «Свобода» (1994)                                                                         |
| Огонёк                                                                      | | |
| Однажды                                                                     | «Браво»                                                                                              | БРАВО «Дорога в облака» (1994)                                                                        |
| Ой, родился затемно я                                                       | Андрей Мисин                                                                                         | Андрей Мисин «Медленные сказки» (1996)                                                                |
| Оркестр заводной луны                                                       | Валерий Сюткин                                                                                       | Валерий Сюткин «Далеко не всё» (1998)                                                                 |
| Памятник                                                                    | | |
| Переход                                                                     | Валерий Сюткин                                                                                       | Валерий Сюткин «Далеко не всё» (1998)                                                                 |
| Песня на русском языке                                                      | Валерий Сюткин                                                                                       | Валерий Сюткин «Далеко не всё» (1998)                                                                 |
| Пла́чу                                                                       | Татьяна Буланова                                                                                     | |
| По иронии судьбы                                                            | Валерий Сюткин                                                                                       | Валерий Сюткин «Далеко не всё» (1998)                                                                 |
| По лабиринтам                                                               | | |
| Погадай                                                                     | Надежда Чепрага                                                                                      | Надежда Чепрага «Незамужняя» (1998)                                                                   |
| Поздний трамвай                                                             | Илья Духовный                                                                                        | Илья Духовный «Грустная история» (1998)                                                               |
| Пой мне, огонь                                                              | Андрей Мисин                                                                                         | Андрей Мисин «Медленные сказки» (1996)                                                                |
| Пой, сердце                                                                 | Валерий Леонтьев                                                                                     | Валерий Леонтьев «Кленовый лист» (2003)                                                               |
| Пойми меня                                                                  | | |
| Пока мы такие                                                               | Элла Кудякова                                                                                        | СКИТ «Скит» (1997)                                                                                    |
| Помни, не забывай                                                           | Кристина Орбакайте                                                                                   | Кристина Орбакайте «My life» (2005)                                                                   |
| Попрыгунья стрекоза                                                         | | |
| Почему                                                                      | Валерий Сюткин                                                                                       | Валерий Сюткин «То, что надо» (1995)                                                                  |
| Пристегните ремни                                                           | | |
| Проснись                                                                    | | |
| Прости меня                                                                 | Илья Духовный                                                                                        | Илья Духовный «Грустная история» (1998)                                                               |
| Прощай                                                                      | Александр Маршал                                                                                     | Александр Маршал «Там, где я не был» (2000)                                                           |
| Прощание с детством                                                         | | |
| Птичий рынок                                                                | | |
| Пчёлы                                                                       | | |
| Пять минут до встречи                                                       | | |
| Радио ночных дорог                                                          | Валерий Сюткин                                                                                       | Сюткин и Ко «Радио ночных дорог» (1996)                                                               |
| Рекламная песенка                                                           | | |
| Родная чужая                                                                | | |
| Розы — красная и белая                                                      | | |
| Рок-н-ролл за рекой                                                         | | |
| Романс                                                                      | | |
| Романс невозвращенца                                                        | | |
| Ромашка                                                                     | | |
| Русская                                                                     | | |
| Русская лирическая                                                          | Андрей Мисин                                                                                         | Андрей Мисин «Свобода» (1994)                                                                         |
| Русский рок                                                                 | | |
| С днём рождения, город мой                                                  | Валерий Сюткин                                                                                       | Валерий Сюткин «Далеко не всё» (1998)                                                                 |
| С тобой одной                                                               | | |
| Самозванец                                                                  | | |
| Самолёт                                                                     | Жасмин                                                                                               | |
| Свет полной луны                                                            | | |
| Свеча и меч                                                                 | Андрей Мисин                                                                                         | Андрей Мисин «Аз есмь» (1991)                                                                         |
| Свобода                                                                     | Андрей Мисин                                                                                         | Андрей Мисин «Свобода» (1994)                                                                         |
| Свобода-мать                                                                | | |
| Свободная птица                                                             | Вадим Казаченко                                                                                      | Вадим Казаченко «Благослови» (1995)                                                                   |
| Сержант, не спеши / Сон                                                     | Валерий Сюткин                                                                                       | Валерий Сюткин «То, что надо» (1995)                                                                  |
| Скажи мне правду, атаман…                                                   | Татьяна Буланова                                                                                     | Татьяна Буланова «Странная встреча» (1993)                                                            |
| Скажи мне прощай                                                            | Вадим Казаченко                                                                                      | Вадим Казаченко «Ночные дожди» (1999)                                                                 |
| Скиталец                                                                    | | |
| Смотрит ночь в окно                                                         | | |
| Снег                                                                        | Татьяна Буланова                                                                                     | |
| Снился сон / Сон                                                            | Элла Кудякова                                                                                        | СКИТ «Скит» (1997)                                                                                    |
| Собачий шейк                                                                | Валерий Сюткин                                                                                       | Валерий Сюткин «004» (2000)                                                                           |
| Совсем другой                                                               | Лайма Вайкуле                                                                                        | |
| Солнце                                                                      | | |
| Сорок две минуты под землёй                                                 | | |
| Спи, мой ангел поднебесный                                                  | | |
| Спи, мой мальчик                                                            | Андрей Мисин                                                                                         | Андрей Мисин «Медленные сказки» (1996)                                                                |
| Спроси, если знаешь о чём                                                   | | |
| Старая любовь на Новый год                                                  | Данко                                                                                                | Данко «Дон Жуан DeLuxe» (2001)                                                                        |
| Старшая сестра                                                              | | |
| Старый двор                                                                 | Александр Маршал                                                                                     | Александр Маршал «Там, где я не был» (2000)                                                           |
| Стихи о тебе                                                                | Андрей Мисин                                                                                         | Андрей Мисин «Свобода» (1994)                                                                         |
| Страна мотыльков                                                            | | |
| Страна цветов                                                               | «Браво»                                                                                              | БРАВО «Дорога в облака» (1994)                                                                        |
| Странная встреча / Странные встречи                                         | Татьяна Буланова                                                                                     | |
| Странник                                                                    | Артур «Беркут» Михеев & «Автограф»                                                                   | |
| Ступень                                                                     | | |
| Стэп                                                                        | Элла Кудякова                                                                                        | СКИТ «Скит» (1997)                                                                                    |
| Судьба                                                                      | Вадим Казаченко                                                                                      | Вадим Казаченко «Всё сначала» (1993), Вадим Казаченко «Судьба» (1994)                                 |
| Счастье — маленький самолёт                                                 | | |
| Так всегда бывает                                                           | | |
| Там, там в ночи                                                             | | |
| Таможенный контроль                                                         | Валерий Сюткин                                                                                       | Валерий Сюткин «Далеко не всё» (1998)                                                                 |
| Твоей звезды далёкий свет / Твой далёкий свет                               | Валерий Сюткин                                                                                       | Валерий Сюткин «Далеко не всё» (1998)                                                                 |
| Тебе, мой любимый / Тебе, мой милый                                         | | |
| Тишина                                                                      | | |
| Только ты                                                                   | | |
| Тонкая нить любви                                                           | | |
| Три мерси / Три спасибо                                                     | Данко                                                                                                | Данко «Дон Жуан DeLuxe» (2001)                                                                        |
| Тут и там                                                                   | Валерий Сюткин                                                                                       | Сюткин и Ко «Радио ночных дорог» (1996)                                                               |
| Ты молчишь                                                                  | Татьяна Буланова                                                                                     | |
| Ты придумал крылья                                                          | | |
| У любви твои ресницы / Ресницы                                              | Андрей Мисин, Алла Пугачёва                                                                          | |
| Улетаю / Улетаю вновь                                                       | Александр Маршал                                                                                     | Александр Маршал «Может быть…» (1998)                                                                 |
| Фауст                                                                       | | |
| Фокстрот / Мой Фокстрот                                                     | Андрей Мисин                                                                                         | не издана с 1987                                                                                      |
| Ча-ча-ча                                                                    | | |
| Через                                                                       | | |
| Чёрная роза / Чёрные розы                                                   | | |
| Чёрные очки                                                                 | Валерий Сюткин                                                                                       | Валерий Сюткин «То, что надо» (1995)                                                                  |
| Четыре тайны                                                                | Андрей Мисин                                                                                         | Андрей Мисин «Чужой» (1989), Андрей Мисин «Аз есмь» (1991)                                            |
| Чукча                                                                       | Андрей Мисин                                                                                         | не издана                                                                                             |
| Шила я платье                                                               | Наталья Ветлицкая                                                                                    | Наталья Ветлицкая «Раба любви» (1996)                                                                 |
| Шок                                                                         | | |
| Этот безумный безумный мир                                                  | | |
| Южная ночь                                                                  | | |
| Юла                                                                         | группа «Зодчие»                                                                                      | Зодчие «Дитя урбанизма» (1987)                                                                        |
| Я долго грустила                                                            | Татьяна Буланова                                                                                     | «Хит-парад А.Укупника в Кремле» (1995)                                                                |
| Я здесь                                                                     | Андрей Мисин                                                                                         | Андрей Мисин «Аз есмь» (1991)                                                                         |
| Я знаю тысячи слов                                                          | Андрей Мисин                                                                                         | не издана с 1987                                                                                      |
| Я лечу за горизонт                                                          | | |
| Я люблю человека, которого нет                                              | Андрей Мисин, Татьяна Пашкова                                                                        | Андрей Мисин «Медленные сказки» (1996), Татьяна Пашкова «Любовь» (2002)                               |
| Я не Моцарт                                                                 | | |
| Я хотел бы быть там                                                         | | |
| Я хочу быть с тобой / Ты меня разлюбила                                     | Данко                                                                                                | Данко «Дон Жуан DeLuxe» (2001)                                                                        |

## Видеоклипы песен на стихи Сергея Патрушева
- Группа «НРГ» — «Белый город» (1989)[9]
- Группа «НРГ» — «Край белого неба»[10]
- Группа «Заплатки» — «Горюшко»[11]
- Александр Маршал — «Ливень»[12]

## Дискография
1985 — «Белая ворона» (магнитоальбом)

1987 — «Пятый угол» (магнитоальбом) — совместно с Андреем Мисиным